# Kameralamt Reutin
Das Kameralamt Reutin war eine Einrichtung des Königreichs Württemberg, die im Amtsbezirk Besitz und Einkommen des Staates verwaltete. Es bestand von 1806 bis zur Verlegung seines Sitzes nach Herrenberg am 1. April 1895 in Reutin. Das Kameralamt wurde im Rahmen der Neuordnung der Staatsfinanzverwaltung im Königreich Württemberg geschaffen. 

## Geschichte
Gemäß Verfügung vom 14. Juli 1807 übernahm das Kameralamt Reutin die Patrimonialherrschaft von den Freiherren Kechler in Unterschwandorf.
Laut Verordnung vom 6. März 1843 übernahm das Kameralamt Reutin die Gemeinde Hildrizhausen vom Kameralamt Weil im Schönbuch. 
Durch Verfügung des Finanzministeriums vom 24. Januar 1895 wurden vom bisherigen Kameralamt Reutin an das Kameralamt Altensteig folgende Gemeinden abgetreten: Nagold, Effringen, Emmingen, Gültlingen, Haiterbach, Iselshausen, Oberschwandorf, Schönbronn, Sulz, Unterschwandorf und Wildberg.
Heute wird das Gebäude des Kameralamts als Musikschule genutzt.